# 31. Marineflakregiment
Het 31. Marineflakregiment was een Duitse militaire eenheid in de Tweede Wereldoorlog. De eenheid werd in juni 1940 opgericht. Tijdens haar gehele bestaan was het gestationeerd in Bergen, waar het voornamelijk belast werd met de bescherming van de haven tegen luchtaanvallen. In november 1940 werd de eenheid opgeheven. In oktober 1944 werd de eenheid heropgericht. Het deed dienst tot het einde van de oorlog in mei 1945.
Het 31. Marineflakregiment was onderdeel van het Seekommandant Bergen , dat weer onder de Admiral der norwegischen Westküste viel. 

## Commandanten
- Kapitänleutnant Fritz-Henning Brandes (juni 1940 - november 1940)
- Kapitän zur See M.A. Ulrich Jakobs (oktober 1944 - mei 1945)

## Samenstelling

### 1940
- Marineflakabteilung 801
- Marineflakabteilung 802

### 1944-1945
- Marineflakabteilung 801
- Marineflakabteilung 802
- Marineflakabteilung 822
- 31. Marinenebelabteilung